# Igreja Católica na China
A Igreja Católica na China  (oficialmente, República Popular da China) é parte da Igreja Católica universal, parcialmente em comunhão com a liderança espiritual do Papa, em Roma, e da Santa Sé, especialmente devido à interferência do governo, por meio da Associação Patriótica Católica Chinesa, instituída desde o governo de Mao Tsé-Tung. O catolicismo chinês consiste basicamente em igreja "patriótica", fiel ao Partido Comunista Chinês, e igreja clandestina, fiel ao Papa, que tem de praticar a fé em sigilo. A questão da liberdade religiosa no país é um tema complexo, já que a Constituição permite garante essa liberdade, proíbe a discriminação, porém, também afirma que o Estado protege "atividades religiosas normais", sem definir o que considera "normal". A lei também proíbe o uso da religião em atividades que "perturbem a ordem pública, prejudiquem a saúde dos cidadãos ou interfiram com o sistema educativo estatal". Além do mais, proíbe que organizações e atividades religiosas estejam "sujeitas a qualquer domínio estrangeiro". A constituição também afirma proteger apenas as cinco religiões oficialmente reconhecidas — Budismo, Taoísmo, Islamismo, Protestantismo e Catolicismo. Há sete "associações patrióticas" estatais que regem essas religiões, e a prática de qualquer religião fora do controle do governo torna-se ilegal, sujeita a punições, repressões e perseguições. O relatório de perseguição religiosa de 2025 da fundação Portas Abertas considerou a China como o 15.º país que mais persegue os cristãos no mundo. A Fundação Pontifícia Ajuda à Igreja que Sofre afirma que a situação da liberdade religiosa no país é a pior desde a Revolução Cultural.

## Terminologia chinesa
O catolicismo é denominado 天主教, transliterado para tiānzhǔ jiào, e que pode ser traduzido para religião do Senhor do Céu.
Os termos usados para se referir a Deus em chinês são diferentes entre os chineses. Ao chegar ao país, o missionário jesuíta fundador das missões católicas, Matteo Ricci, resolveu aprender o conceito chinês das divindades com base na crença do confucionismo, e concluiu que a designação era supersticiosa e imprópria para o conceito católico de Deus; disso veio a decisão de estudar a interpretação das palavras Deus e Céu e suas traduções pelos conceitos filosóficos e teológicos no idioma chinês a fim de expressarem o conceito católico. Inicialmente, Ricci optou pelos termos Seong-tai (上帝, Governador no Alto); T’ien-chü (天主, Senhor do Céu); T’ien-san (天神, Espírito do Céu) e Leng-wan (灵魂, Espírito que vivifica ou dá vida). Os dois primeiros termos citados são os mais usados até a atualidade. Os padres são chamados de shénfu (神父, literalmente pai espiritual).
A transliteração de Cristo no chinês mandarim, utilizada por todos os cristãos, é Jīdū (基督).

## História

### Dinastia Yuan (1271–1368)
Os primeiros registos da entrada de missionários europeus católicos na China datam do século XIII, quando a China era governada pela dinastia Yuan. Enviado pelo Papa Nicolau IV, o padre franciscano italiano João de Montecorvino chegou a Pequim (em mongol:  Cambalique) em 1294. Em 1299, ele construiu uma igreja em Cambalique e em 1305 uma segunda, desta vez em frente ao Palácio Imperial. Ele estudou e aprendeu a língua chinesa e começou a traduzir, para o chinês, a Bíblia. Também buscou ensinar o latim e o grego a cerca de cento e cinquenta meninos, para cantarem salmos e hinos, formar um coral e despertar vocações sacerdotais. Feliz com os resultados da missão de evangelização, o Papa Clemente V enviou, em 1307, sete bispos franciscanos para consagrar João de Montecorvino como arcebispo de Pequim e Patriarca de Todo o Oriente. Os três que sobreviveram à viagem realizaram esta consagração em 1308, tornando-se também sufragâneos de João. Em 1312, mais três bispos franciscanos foram enviados, mas apenas um conseguiu chegar à China. A missão católica na China, sob a orientação de Montecorvino, conseguiu grande êxito na evangelização no Norte e no Leste da China. Além de três igrejas na região de Pequim, os missionários ainda estabeleceram missões em Formosa e no porto de Xiamen.

### Dinastias Ming (1368–1644) e Qing (1644–1911)
Matteo Ricci é considerado o símbolo do primeiro contato da China com as ciências e a tecnologia europeias, do encontro pioneiro do Evangelho com os intelectuais da raça Han, assim como um dos primeiros intercâmbios entre a cultura chinesa e a ocidental.— Tarcisio Bertone (2007) sobre Matteo Ricci

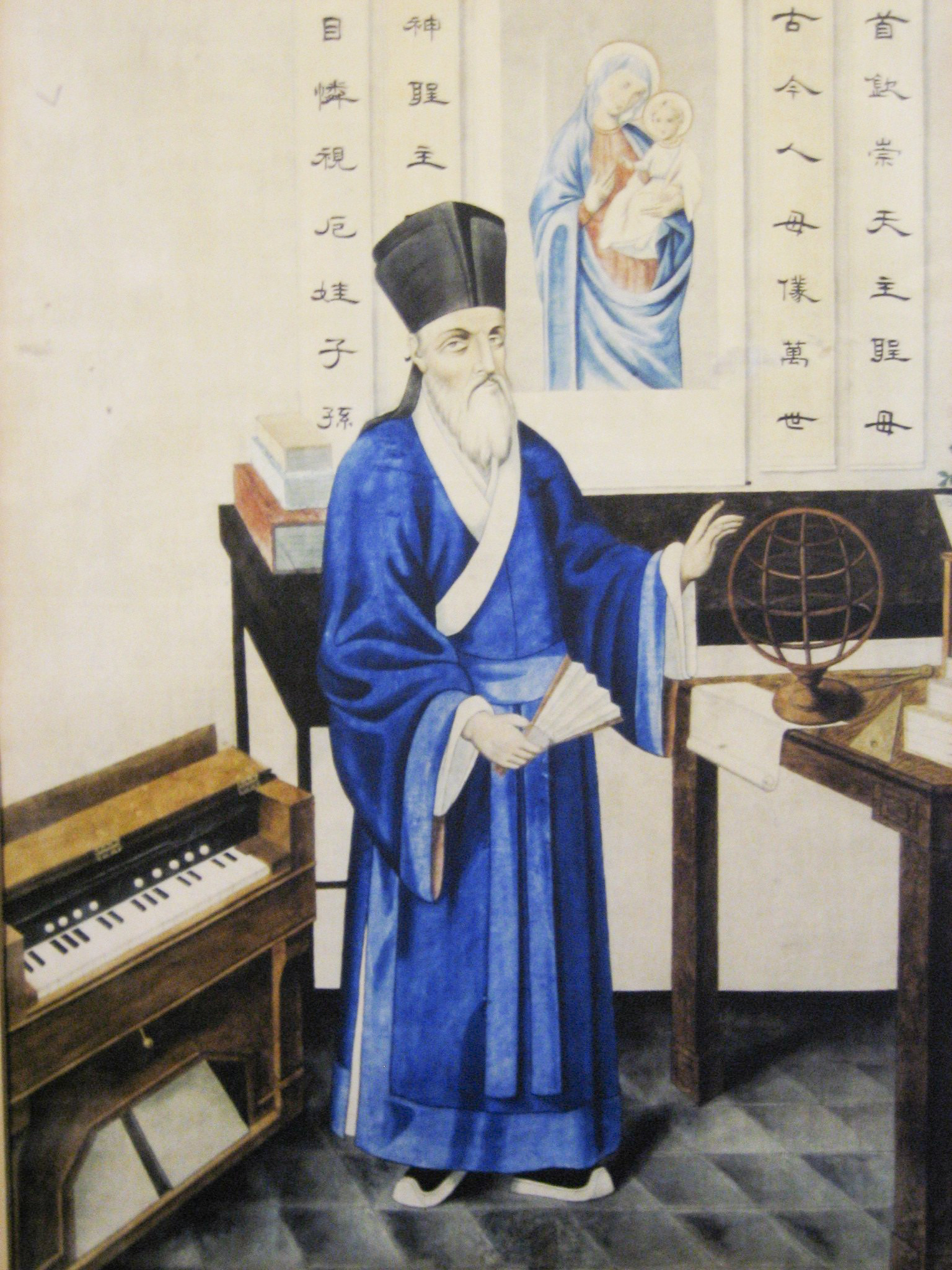
Matteo Ricci com as suas vestes de um letrado chinês confuciano.

Porém, em 1368, foi implantada a Dinastia Ming e os mongóis foram expulsos da China. Até 1369, todos os cristãos, quer sejam católicos ou orientais, foram expulsos pelos novos governantes Ming. No entanto, seis séculos mais tarde, Montecorvino inspirou um outro franciscano, o Venerável Gabriele Allegra, para ir para a China e completar a primeira tradução da Bíblia católica inteira para a língua chinesa em 1968.
Durante a grande expansão do trabalho missionário em todo o mundo, na altura da Contrarreforma católica, os jesuítas e outros missionários católicos tentaram outra vez entrar na China. Eles tiveram pouco sucesso no início, mas acabou por ter um forte e duradouro impacto na China, especialmente no diálogo e intercâmbio cultural, científico e artístico com os intelectuais chineses e com a corte da dinastia Ming.
Em 23 de janeiro de 1576, o Papa Gregório XIII erigiu a Diocese de Macau, sendo esta a primeira diocese na China, com jurisdição eclesiástica inicial sobre toda a China, a Coreia e o Japão. Estando vinculada ao Padroado português, era sufragânea da Arquidiocese de Goa até 1975, quando ela passou a estar na dependência imediata da Santa Sé. Desde a sua criação, a Diocese de Macau, que era na altura uma colónia portuguesa, teve um papel fundamental na evangelização católica do Extremo Oriente, nomeadamente da China. Foi em Macau que os jesuítas, chefiados por Alessandro Valignano, fundaram o Colégio de São Paulo, que foi a primeira instituição universitária de tipo ocidental no Oriente e em Macau. Valignano chegou a Macau em 1578, depois ao Japão, no ano seguinte; ele faleceu em Macau em 1606. Foi através dele que Matteo Ricci, o apóstolo da China, chegou ao país. Esta instituição tinha por principal objetivo a formação adequada dos missionários destacados ao Extremo Oriente. Esta formação académica e espiritual incluía a aprendizagem das culturas e línguas orientais, como o chinês) e de diversas disciplinas como a literatura chinesa.
A missão católica permanente em Pequim foi criada em 1601 pelos esforços de Matteo Ricci. O seu método de evangelização foi bastante subtil e inteligente: despertou primeiro o interesse do Imperador e dos intelectuais chineses pela ciência e cultura ocidentais, fazendo desse interesse e curiosidade o ponto de abertura para a doutrina católica. Ele também fez tentativas de conciliar o catolicismo com os textos clássicos chineses do confucionismo (uma filosofia que ele estudou profundamente), embora ele fosse hostil, juntamente com os outros jesuítas, ao taoismo e ao budismo.
Ricci morreu em 1610, mas a missão dos jesuítas conseguiu tornar-se numa parte importante da burocracia imperial. Esta importância só acabou no século XVIII. Em 1644, um jesuíta alemão, Adam Schall von Bell, foi nomeado Presidente do Tribunal das Matemáticas pela nova dinastia Chingue. Este organismo importante era um conselho imperial para matérias científicas, nomeadamente para a organização do calendário chinês, para a previsão de eclipses e para a observação astronómica. O Tribunal das Matemáticas também foi presidido mais tarde por outro jesuíta, o padre Ferdinand Verbiest. Outros jesuítas também foram empregados pela corte imperial como matemáticos, astrónomos, mecânicos, músicos, pintores, fabricantes de instrumentos (principalmente de relógios e mapas), e em outras áreas que exigiam um grau superior de competência técnica. Os jesuítas tiveram também um papel importante na assinatura do Tratado de Nerchinsk (1689), considerado o primeiro tratado subscrito pela China com uma potência da Europa, neste caso com o Império Russo.
Os missionários católicos, nomeadamente os jesuítas, conseguiram estabelecer-se em várias cidades chinesas e converteram muitos chineses: em 1617, a Igreja contava com 13 mil convertidos; em 1650, já conseguiu 150 mil novos convertidos; e de 1650 até 1664, o número de convertidos aproximava-se dos 255 mil. Em 1650, abriu-se a primeira igreja pública em Pequim, cuja construção foi financiada pelo Imperador Shunzhi, que era um grande simpatizante e protector de Adam Schall. Esta igreja, construída no sítio onde esteve a primeira capela de Pequim (construída por Matteo Ricci), tornou-se mais tarde na Catedral da Imaculada Conceição, que é a atual sede da Arquidiocese de Pequim. Em 1692, o Imperador Kangxi publicou o Édito de Tolerância ao Cristianismo, que concedia a liberdade religiosa aos católicos.

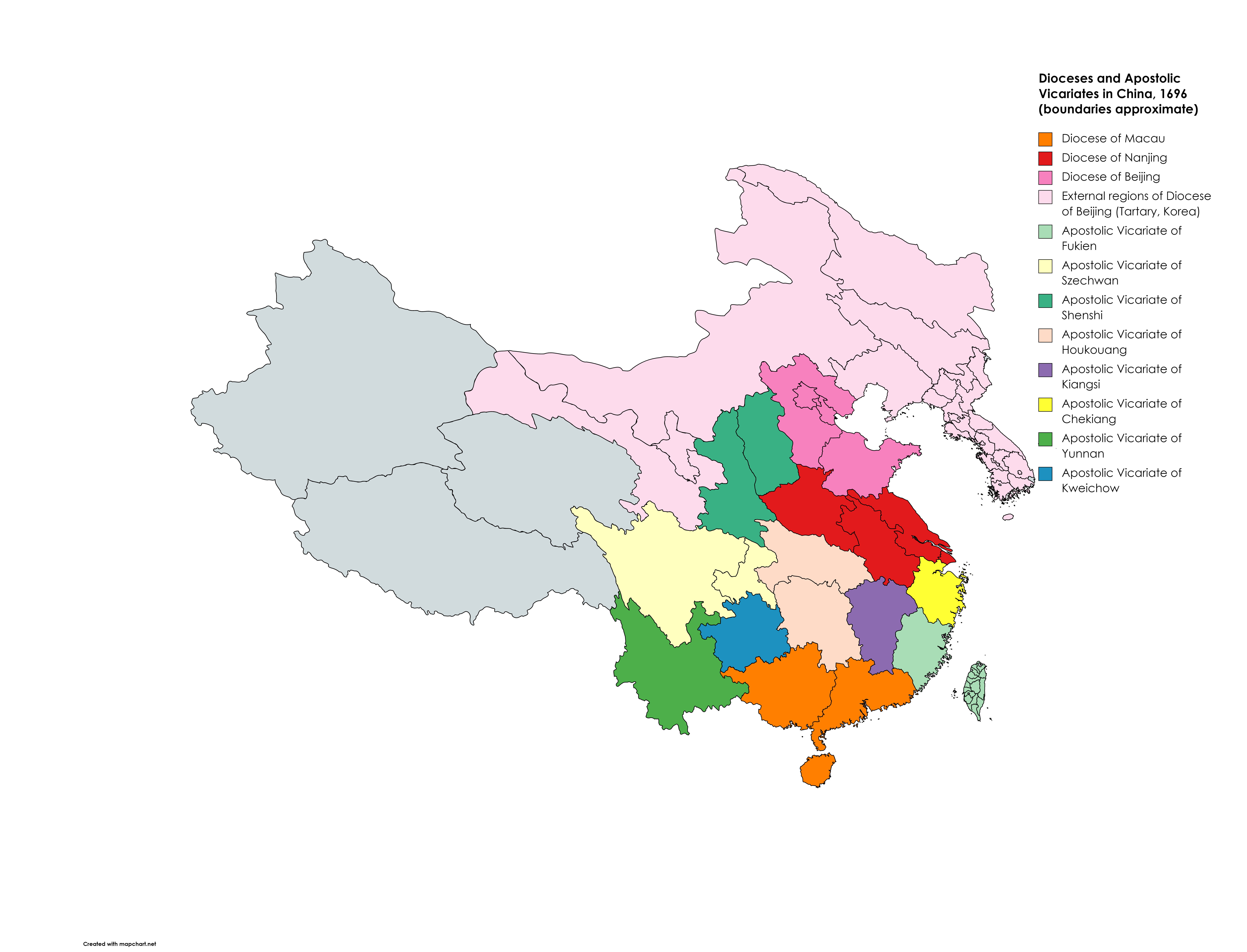
Mapa das Dioceses e Vicariatos Apostólicos na China, em 1696. As três dioceses estavam sob a proteção do Padroado português, enquanto que os vicariatos apostólicos estavam sob a supervisão da Propaganda Fide.

Devido ao grande dinamismo e crescimento da Igreja chinesa, o Vicariato Apostólico de Nanquim foi erigido em 1659 pelo Papa Alexandre VII, a partir da Diocese de Macau. E, em 1690, o Papa Alexandre VIII promoveu este vicariato a Diocese de Nanquim e, a partir do vicariato apostólico, erigiu a Diocese de Pequim. A partir desta profunda restruturação eclesiástica, o território chinês passou a ser servido e abrangido por 3 dioceses: Nanquim, Pequim e Macau, todas elas vinculadas ao Padroado português e dependentes da Arquidiocese de Goa. Mais tarde, estas dioceses perderam território para constituir novos vicariatos apostólicos.
Até 1622, a missão católica na China estava sob protecção exclusiva de Portugal, ou seja, estava vinculada ao Padroado português. Porém, em 1622, foi fundada em Roma a Congregação de Propaganda Fide, que passou a ser responsável pela coordenação e envio de missionários para terras não conquistadas por europeus. E, em 1659, foram erigidos três vicariatos apostólicos (Tonquim, Cochinchina e Nanquim) a partir da Diocese de Macau, mas todos eles chefiados por missionários franceses da Sociedade para as Missões Estrangeiras de Paris, que era apoiada pela Congregação de Propaganda Fide. Porém, em 1690, o vicariato apostólico de Nanquim foi promovido a Diocese de Nanquim e esta diocese foi novamente vinculada ao Padroado português. O Padroado português sofreu um novo golpe em 1685: o Rei francês Luís XIV começou a proteger e enviar jesuítas franceses para a China, rivalizando com os restantes jesuítas e missionários protegidos por Portugal. Esta crescente rivalidade entre a França e Portugal contribuiu também para a controvérsia dos ritos na China. No século XIX, o Padroado português na China, já sucessivamente enfraquecido pelas políticas anti-clericais de Portugal (em 1762 com a supressão da Companhia de Jesus e em 1834 com a extinção das ordens religiosas masculinas), perdeu imensa influência e ficou circunscrito apenas à Diocese de Macau. Por isso, grande parte da evangelização na China passou a ser da responsabilidade dos missionários protegidos por França. Devido às disputas entre o Padroado português e a Congregação de Propaganda Fide, em 1856, as dioceses de Nanquim e de Pequim foram transformadas em vicariatos apostólicos (Kiangnan e Chi-Li Setentrional) e desvinculadas do Padroado português. Em 1890-1891, os missionários alemães na China passaram a ser protegidos pelo Governo alemão, desvinculando-se assim da proteção francesa.

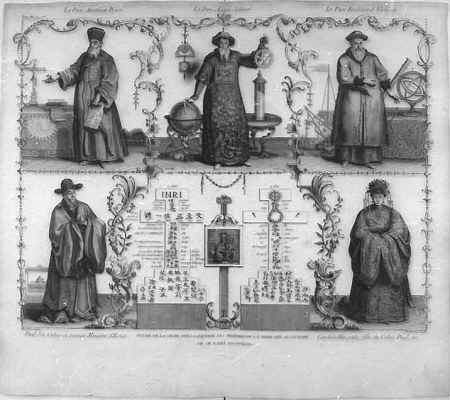
Uma ilustração da missão dos jesuítas na China, mostrando, em cima, o Padre Matteo Ricci (à esquerda), o Padre Adam Schall (no centro) e o Padre Ferdinand Verbiest (à direita); e em baixo, os leigos chineses Xu Guangqi (à esquerda) e Candide Hiu (à direita; era a neta de Xu Guangqi).

A tentativa pragmática dos jesuítas (protegidos por Portugal) de conciliar a prática dos ritos chineses e o confucionismo com o catolicismo, através de movimentos intelectuais como o figurismo, levou a conflitos com as outras ordens religiosas, principalmente com os dominicanos (protegidos por Espanha), que chegaram a Pequim das Filipinas em meados do século XVII. Este conflito veio chamar-se de "Controvérsia dos ritos na China" e arrastou-se até ao século XVIII, quando o método pragmático dos jesuítas acabou por ser condenado definitivamente pelo Papa Clemente XI (em 1715) e pelo Papa Bento XIV (em 1742).
Devido à controvérsia e às condenações papais, o Imperador Kangxi proibiu as missões cristãs na China, em 1721. O Imperador Yongzheng, filho e sucessor de Kangxi, publicou em 1724 um edital que ordenava o exílio para Cantão de todos os missionários, exceto aqueles que trabalhavam na Corte imperial (na sua maioria, eram jesuítas). Em 1736, o Imperador Qianlong, filho e sucessor de Yongzheng, publicou um edital que proibia o ensino da doutrina católica, sob pena de morte. A partir de 1746, agravaram-se as perseguições aos católicos, primeiro nas cidades e posteriormente no meio rural. E estas perseguições variavam muito de intensidade e de frequência, podendo haver períodos de relativa tolerância entre as vagas de perseguição, visto que tudo dependia da maior ou menor tolerância dos vários imperadores ou do zelo dos mandarins regionais em aplicar os decretos imperiais.[ligação inativa] Com a supressão da Companhia de Jesus (1762—1773) e a consequente retirada da China desta dinâmica força missionária, a Igreja Católica na China, que naquela altura já contava com 300 mil católicos, ficou ainda mais exposta às sucessivas ondas de perseguição.[ligação inativa] Em 1784, houve uma nova onda de perseguição aos católicos, com a expulsão de mais missionários e enfraquecendo ainda mais a Igreja: como por exemplo, em 1788, ainda conseguiram sobreviver 30 mil cristãos em Nanquim, mas só havia um missionário "meio cego e surdo" e um padre chinês saudável para os servir. Nas províncias de Guangdong e Guangxi, cuja evangelização era da responsabilidade da Diocese de Macau, havia 15 mil cristãos, mas os seus onze missionários foram todos expulsos ou mortos. Estas perseguições tornaram-se ainda mais severas durante o reinado de Jiajing (1796-1820): muitos católicos chineses e clérigos foram martirizados e um decreto imperial, que foi publicado em 1811, ordenava à busca e captura de missionários estrangeiros (europeus). Naquela altura, só restavam 7 missionários a residirem na Corte imperial com a condição de não desempenharem nenhuma atividade missionária. Mesmo com todas estas dificuldades, a Igreja Católica conseguiu sobreviver clandestinamente na China
Finalmente, a situação começou a melhorar em 1846, quando o Imperador Daoguang ordenou que todos os estabelecimentos pertencentes anteriormente aos cristãos fossem devolvidos aos seus proprietários, e que os oficiais que prendiam cristãos inofensivos deviam ser julgados. Porém, apesar disso, ainda continuou a haver algumas perseguições graves em várias províncias chinesas, nomeadamente em Guangxi e em Guizhou. Aliás, o martírio do padre Auguste Chapdelaine, M.E.P., em Guangxi, no dia 29 de Fevereiro de 1856, serviu de pretexto à França para se juntar ao Reino Unido numa acção militar conjunta contra a China. Na sequência da vitória da aliança anglo-francesa, a China foi obrigada a assinar o Tratado de Tianjin (1858) e a Convenção de Pequim (1860), que concediam, entre outras coisas, a liberdade religiosa a todos os cristãos e vários privilégios às missões cristãs. As antigas igrejas de Pequim foram devolvidas aos lazaristas e passaportes foram imediatamente emitidos para 28 missionários. Estas reivindicações francesas a favor do cristianismo confirmaram o estatuto da França como protectora das missões católicas na China, que eram na altura principalmente operadas pela Sociedade para as Missões Estrangeiras de Paris, pelos lazaristas e pelos jesuítas franceses. Até o momento, apenas um concílio foi realizado na China, entre os dias 15 de maio e 12 de junho de 1924.
Com as novas leis favoráveis à missionação, a Igreja Católica cresceu muito na China. Porém, os cristãos chineses e os missionários (católicos ou protestantes) passaram a estar cada vez mais associados ao imperialismo ocidental e, por isso, eram periodicamente perseguidos e assassinados pelos radicais chineses antiocidentais. Causado principalmente pelas grandes transformações socioeconómicas e pelas injustiças provocadas em parte pelos tratados desiguais que a China foi forçada a assinar, o ódio ao Ocidente foi crescendo em vários sectores da população chinesa, que tendia tradicionalmente para a xenofobia. E este ódio dificultava a vida da Igreja, que sofria periodicamente perseguições populares antiocidentais que eram por vezes apoiadas pelos mandarins regionais ou locais. A maior e mais sangrenta destas perseguições foi o Levante dos boxers (1899-1900), que teve o apoio da Imperatriz Dowager Cixi e seus aliados conservadores e xenófobos. Nesta rebelião antiocidental, a segurança das missões e dos cristãos em geral tornou-se insustentável e milhares de leigos chineses, missionários ocidentais e sacerdotes católicos, ortodoxos e protestantes foram martirizados pelos boxers chineses. Alguns dos mártires católicos foram canonizados em conjunto no dia 1 de Outubro de 2000 pelo Papa João Paulo II. Depois da vitória da Aliança das Oito Nações sobre os boxers chineses em 1900, a normalidade voltou às missões cristãs, mas o estigma de que o cristianismo era uma importação imperialista ocidental continuou a perdurar em algumas correntes do pensamento nacionalista chinês e, posteriormente, na ideologia do Partido Comunista Chinês.

### República da China (1911–1949)

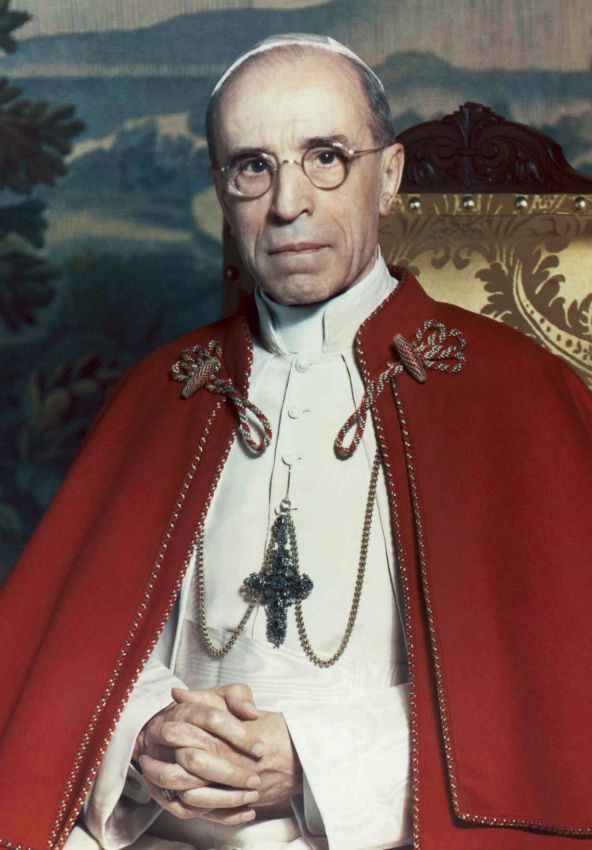
O Papa Pio XII foi responsável pelo reconhecimento do culto aos ancestrais como válidos para os católicos chineses.

Durante séculos, foi difícil para a Igreja Católica se implantar na China, porque, entre outras razões, ela condenava e proibia os católicos chineses de praticarem os ritos confucianos, principalmente o culto aos antepassados. Para os chineses, esta veneração dos mortos era um rito antigo que expressava a virtude da piedade filial. Mas, para a Santa Sé, este culto era um ato religioso incompatível com a doutrina católica.
Porém, em 1939, o Papa Pio XII revogou as anteriores condenações e proibições à prática dos ritos chineses, cujo significado e práticas sofreram alterações com o tempo. Mais concretamente, o Papa autorizou os católicos chineses a estarem presentes nas cerimónias em honra de Confúcio nos templos confucionistas ou nas escolas; permitiu a presença nas escolas católicas de imagens de Confúcio ou de tabuletas com o nome dele; autorizou os magistrados e os estudantes católicos chineses a assistirem passivamente a cerimónias públicas que aparentam ser supersticiosas; e concordou que era lícito e inquestionável as inclinações de cabeça e outras manifestações civis e tradicionais de respeito para um falecido (e/ou antepassado) ou para as suas imagens.
Principalmente, o Papa Pio XII reconheceu assim que o culto aos antepassados, se não resvalasse na idolatria nem na superstição, era uma maneira honrosa dos chineses de estimar os seus parentes e, portanto, permitida pelos católicos chineses. Isso significava também que o confucionismo foi reconhecido como uma filosofia e uma parte integrante da cultura chinesa, e não como uma religião pagã incompatível com o catolicismo, como antes se pensava. E os ritos chineses, na forma como eram praticados no século XX, foram reconhecidos como ritos essencialmente civis.
O decreto papal mudou a situação eclesiástica na China: a Igreja Católica começou a florescer a um ritmo superior do que antigamente. Aproveitando este momento, o Papa Pio XII estabeleceu uma nova hierarquia eclesiástica local e elevou o Arcebispo de Pequim, Thomas Tien Ken-sin, SVD, ao Colégio dos Cardeais. Depois desta mudança dramática, o governo da República da China estabeleceu relações diplomáticas com o Vaticano, em 1943. Após a Segunda Guerra Mundial, cerca de quatro milhões de chineses eram católicos. Em 1949, a Igreja Católica na China era constituída por 20 arquidioceses, 85 dioceses, 39 prefeituras apostólicas, 3080 missionários, 2557 sacerdotes chineses.

### República Popular da China

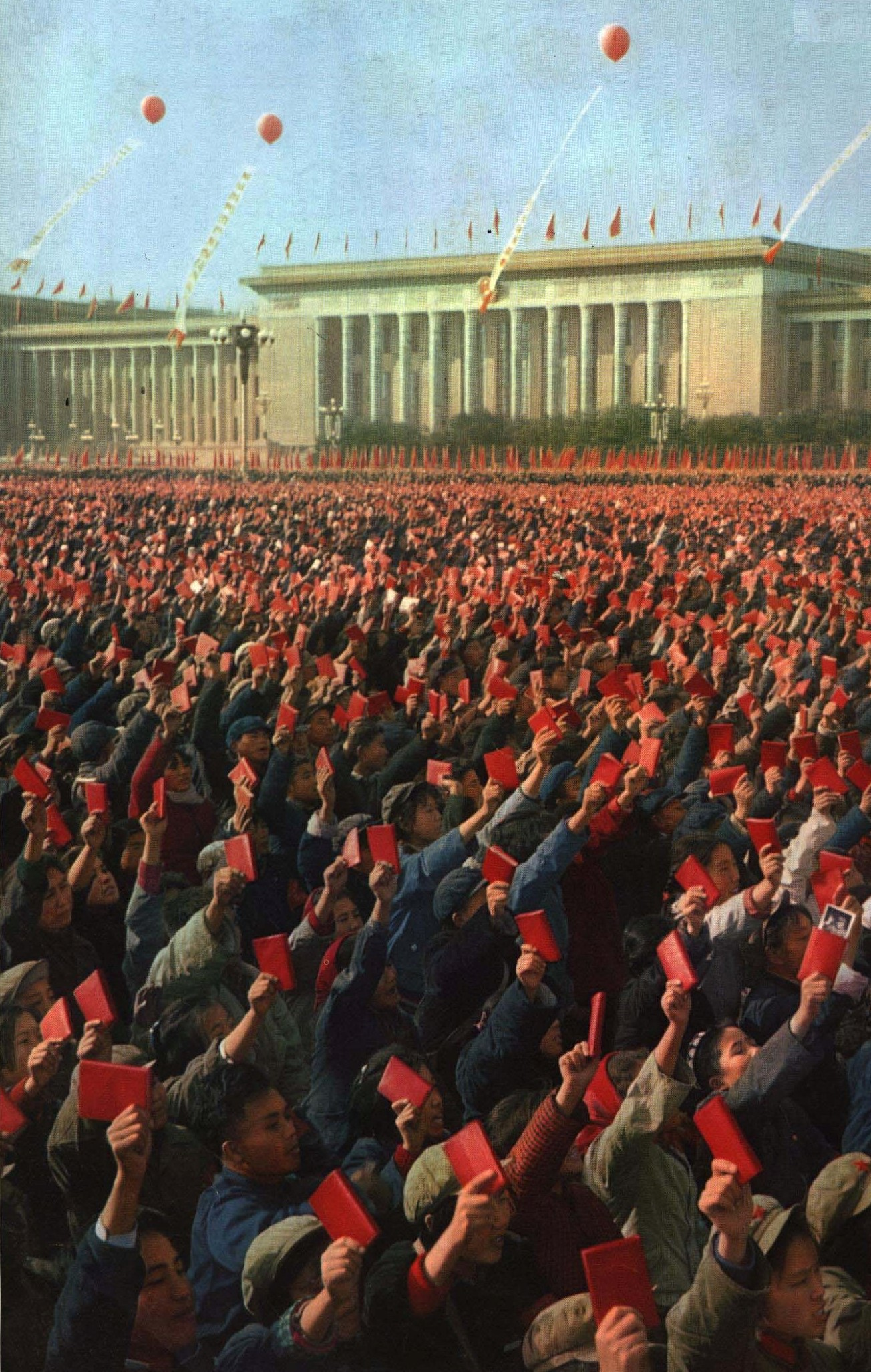
Revolução Cultural

Desde o estabelecimento da República Popular da China, em 1949, pelo Partido Comunista Chinês, o catolicismo, como todas as religiões, passou a estar fortemente supervisionado pelo Estado, que é oficialmente ateu. O Estado também determinou que todo o culto católico só era legal quando era conduzido pelas igrejas pertencentes à Associação Patriótica Católica Chinesa, um organismo governamental fundado em 1957 e que não aceita a autoridade do Papa. Em 1951, as autoridades chinesas forçaram a Igreja chinesa de cortar as suas relações com a Santa Sé e com o resto da Igreja Católica. A Associação pressiona constantemente membros da igreja clandestina a se filiar à ideologia do partido. Não raras vezes, padres que se negam a isso, tem de fugir do país ou somem por obra do governo.
Os clérigos que resistiram à subjugação da Igreja Católica pelo Estado foram submetidos à opressão, incluindo prisões de vários anos (como no caso do Cardeal Kung Pin-mei), tortura e martírio (como no caso do padre jesuíta Beda Chang). Bispos e sacerdotes foram forçados a trabalhar em empregos degradantes para ganhar a vida. Os missionários estrangeiros foram acusados de serem agentes das forças imperialistas, por isso foram expulsos da China. O Papa Pio XII reagiu com várias encíclicas e cartas apostólicas, incluindo Cupimus imprimis, Ad Apostolorum Principis e Ad Sinarum Gentem.
Atualmente, os católicos leais ao Papa que não reconhecem o papel desempenhado pela Associação Patriótica continuam ainda na clandestinidade, porque o Governo chinês continua a persegui-los. Estes católicos clandestinos organizam-se e formam as chamadas Igrejas subterrâneas. Estas Igrejas particulares clandestinas têm os seus próprios padres e bispos, que reconhecem a autoridade do Papa como seu supremo Chefe e que foram ordenados legítima e validamente. Estima-se que, atualmente, há cerca de 8 milhões de católicos clandestinos e 5 milhões de católicos oficiais (aqueles que frequentam as igrejas aprovadas pela Associação Patriótica Católica Chinesa) 
Os únicos sítios na República Popular da China onde a Igreja Católica não é perseguida nem controlada são nas regiões administrativas especiais de Macau e de Hong Kong, onde a liberdade religiosa é defendida pelos seus textos constitucionais (Lei Básica de Macau e Lei Básica de Hong Kong) e por tratados internacionais (Declaração Conjunta Sino-Portuguesa sobre a Questão de Macau e Declaração conjunta sino-britânica sobre a questão de Hong Kong). Logo, as dioceses de Macau e de Hong Kong teoricamente não são controladas pela Associação Patriótica; entretanto, o governo chinês vem aumentando seu controle sobre as regiões, especialmente Hong Kong, e minando essa liberdade.

## Atualmente

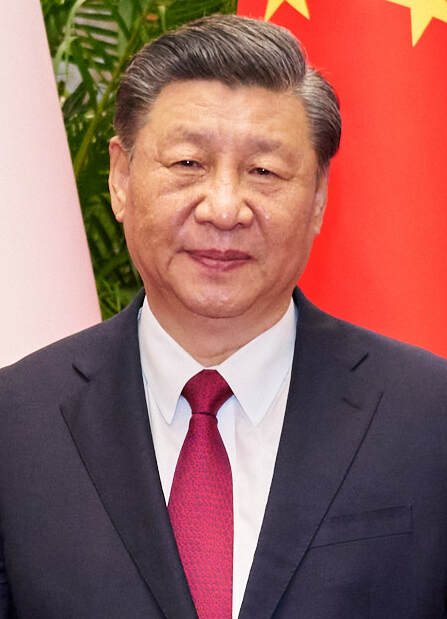
Xi Jinping, atual presidente chinês, e ditador comunista do país.

### Questão da liberdade religiosa
A liberdade religiosa continua a ser um desafio no país, já que o governo controla as religiões por suas associações patrióticas, notadamente a Associação Patriótica Católica Chinesa. Menores de 18 anos não podem receber educação religiosa, e nem participar de atividades religiosas. Os membros do Partido Comunista Chinês e das forças armadas são obrigados a se declarar ateus e vetados de seguir qualquer crença religiosa. Em abril de 2018, o Governo chinês publicou um livro branco chamado "Políticas e Práticas da China sobre Proteção da Liberdade de Crença Religiosa", que afirma que é a religião que deve servir o Partido Comunista, além de dar "orientações" a organizações religiosas para ajudá-las a "se adaptarem à sociedade socialista". O Alto Comissário das Nações Unidas para os Direitos Humanos também já fez críticas ao cerceamento da liberdade religiosa no país.
O governo vem promovendo esforços para padronizar a formação dos seminaristas, com a elaboração de "materiais didáticos unificados" pelo chamado Grupo de Trabalho, que conta com quatro equipes. Um dos membros desse grupo, Dom Guo, afirmou que "todo seminário deve ir em direção à sinicização do catolicismo" em seu país. Fontes oficiais chinesas tentam passar a imagem do quanto a sinicização "melhorou" o catolicismo no país, ainda que o site da Embaixada da China no Brasil, por exemplo, evidencie uma mudança das lideranças estrangeiras para as nacionais; contudo, o número de paróquias caiu 17% desde a fundação do país, em 1949.

### Década de 2000
Informações divulgadas em 2006, estimaram os católicos "clandestinos" (aqueles que não aceitam a autoridade e as intervenções da Associação Patriótica) em 8 milhões, os quais são obrigados a se reunir e celebrar a missa em segredo. As estimativas da época também dizem que havia cerca de 5,2 milhões de fiéis "oficiais" (os membros da Associação). Em 2007, o Papa Bento XVI revogou a diretriz que excomungava os bispos apontados por Pequim.

#### Pedido de perdão
Na sequência da canonização dos 120 mártires chineses (1º de outubro de 2000) e a consequente reação negativa do Governo comunista chinês, o Papa João Paulo II aproveitou para fazer um pedido de perdão ao povo chinês por todos os "erros e limitações" que foram cometidos por católicos na China. Este pedido de perdão, com um convite ao diálogo com as autoridades chinesas, está contido numa mensagem feita pelo Papa por ocasião do IV centenário da chegada do padre Matteo Ricci a Pequim, no dia 24 de Outubro de 2001. Nesta mensagem, ele enquadrou estes "erros e limitações" num contexto condicionado pela limitação própria "da alma e da ação humana" e "por situações difíceis, relacionadas com acontecimentos históricos complexos e por interesses políticos contrastantes." Não pretendendo emitir um juízo definitivo sobre os complexos períodos históricos, o Papa especificou dois exemplos onde "erros e limitações" foram cometidos: nas "controvérsias teológicas", de entre as quais se destacava a controvérsia dos ritos na China, que contribuiu para o início das perseguições no final do reinado de Kangxi (1654-1722); e na realidade das missões estarem protegidas, em alguns momentos difíceis da história chinesa, pelas potências europeias, dando a falsa impressão de que o cristianismo era um aliado do imperialismo ocidental. O Papa achava que esta proteção, sendo possivelmente uma reação ocidental às perseguições que a Igreja chinesa sofria desde o século XVIII, "revelou-se muitas vezes limitativa para a própria liberdade de ação da Igreja e teve repercussões negativas para a China".

#### Carta de Bento XVI
No dia 27 de Maio de 2007, o Papa Bento XVI escreveu uma carta aos católicos chineses para lhes dar "algumas orientações sobre a vida da Igreja e a obra de evangelização na China". Nesta carta, que revogou todas as anteriores "faculdades e directrizes pastorais" dirigidas à Igreja chinesa, o Papa Bento XVI traçou, resumidamente, a situação eclesiástica na China, que é dominada por "tensões e divisões no interior da Igreja". Estas tensões são principalmente causadas por organismos estatais (como a Associação Patriótica Católica Chinesa), "que se impuseram como principais responsáveis pela vida da comunidade católica. Ainda hoje, com efeito, o reconhecimento por parte dos citados organismos é o critério para declarar uma comunidade, uma pessoa ou um lugar religioso legal e, consequentemente, « oficial ». Tudo isto causou divisões tanto entre o clero como entre os fiéis. É uma situação que depende sobretudo de factores externos à Igreja, mas que condicionou seriamente o seu caminho, dando margem a suspeitas, acusações recíprocas e denúncias, e que continua a ser uma sua preocupante fragilidade". O Papa também mencionou que, para obter este reconhecimento legal, estes organismos estatais, "em numerosos casos concretos, aliás quase sempre, [...] obrigam as pessoas envolvidas a assumir posições, a realizar gestos e a assumir compromissos que são contrários aos ditames da sua consciência de católicos". Por isso, o Papa reconheceu que é "difícil determinar a escolha correcta a ser feita", salientando ainda que "numerosos membros da comunidade católica perguntam-se se o reconhecimento por parte das Autoridades civis — necessário para actuar publicamente — comprometa de algum modo a comunhão com a Igreja universal". Dado à difícil situação, o Papa deixou por isso que cada Bispo local, depois de ter ouvido o seu presbitério, decida se deve obter ou não o reconhecimento estatal, porque ele "tem melhores condições de conhecer a situação local, de medir as concretas possibilidades de escolha e de avaliar eventuais consequências dentro da comunidade diocesana".
O Papa, mostrando "disponibilidade para um diálogo respeitoso e construtivo" com as autoridades civis, reconheceu as tensões entre o Vaticano e o Governo chinês:
A finalidade dos organismos estatais de aplicar e "actuar «os princípios de independência e autonomia, autogestão e administração democrática da Igreja», é inconciliável com a doutrina católica, que desde os antigos Símbolos de fé professa a Igreja «una, santa, católica e apostólica».
"Um dos problemas mais delicados nas relações da Santa Sé com as Autoridades do vosso País é a questão das nomeações episcopais. Por um lado, pode-se compreender que as Autoridades governamentais estejam atentas à escolha daqueles que irão desempenhar o importante papel de guias e de pastores das comunidades católicas locais, vistas as valências sociais que — na China como no resto do mundo — tal função tem também no campo civil. Por outro lado, a Santa Sé acompanha com especial cuidado a nomeação dos Bispos, porque esta toca o próprio coração da vida da Igreja, enquanto a nomeação dos Bispos por parte do Papa é garantia da unidade da Igreja e da comunhão hierárquica. Por este motivo, o Código de Direito Canónico (cf. cân. 1382) estabelece graves sanções seja para o Bispo que confere livremente a ordenação episcopal sem mandato apostólico, seja para aquele que a recebe: tal ordenação representa de facto uma dolorosa ferida na comunhão eclesial e uma grave violação da disciplina canónica.".
Por esta razão, um obstáculo importante para o restabelecimento das relações entre o Vaticano e Pequim tem sido precisamente a questão da nomeação dos bispos, com ambas as partes a reclamarem este direito importante. Esta divisão fundamental foi atenuada nos últimos anos, porque muitos bispos nomeados pelo Governo chinês e consagrados "sem o mandato pontifício [...] pediram para ser acolhidos na comunhão com o Sucessor de Pedro e com os demais Irmãos no episcopado", um pedido que a Santa Sé aceitou. Em 2006, o Governo chinês parou de ordenar bispos sem a aprovação pontifícia, quando ambos os lados passaram a adoptar uma prática de acordo informal sobre os candidatos mutuamente aceitáveis. E, em Setembro de 2007, um bispo-coadjutor da Diocese de Guiyang foi conjuntamente nomeado pelo Vaticano e pela Associação Patriótica Católica Chinesa, constituindo um sinal de maior aproximação entre as duas partes
Porém, existem ainda vários acontecimentos que continuam a dificultar a reconciliação entre o Vaticano e a China, nomeadamente a ordenação ilícita pela Associação Patriótica de um novo bispo em Chengde, sem a aprovação da Santa Sé, em 2010.. Também em 2010, o Governo chinês, sem a autorização do Vaticano, organizou uma assembleia nacional de representantes católicos e forçou a participação de "vários bispos, padres, religiosos e leigos" fiéis ao Papa. Neste encontro, foi "eleito" o presidente nacional da Associação Patriótica Católica Chinesa e o presidente do Conselho dos Bispos Chineses, dois organismos governamentais que tentam construir uma Igreja independente da autoridade do Papa. E, somando a estes acontecimentos, existe ainda vários bispos chineses que não pediram o reconhecimento da Santa Sé. O Papa afirmou que estes bispos "devem ser considerados ilegítimos, mas validamente ordenados, sempre que se tenha a certeza de que receberam a ordenação de Bispos validamente ordenados e que foi respeitado o rito católico da ordenação episcopal. Estes, portanto, embora não estejam em comunhão com o Papa, exercem validamente o seu ministério na administração dos sacramentos, mesmo que de modo ilegítimo". Logo, os padres ordenados por estes bispos ilegítimos também são considerados válidos
Nesta carta, o Papa afirmou que os fiéis devem, "na medida do possível, procurar Bispos e sacerdotes que estejam em comunhão com o Papa", podendo eles serem reconhecidos ou não pelas autoridades civis e pertencerem ou não aos "organismos queridos pelo Estado e alheios à estrutura da Igreja", desde que este reconhecimento estatal "não suponha a negação de princípios irrenunciáveis da fé e da comunhão eclesiástica". Todavia, quando os fiéis não conseguirem encontrar clérigos reconhecidos pela Santa Sé, "podem, por exigência do próprio bem espiritual, dirigir-se também àqueles que não estão em comunhão com o Papa".
O Papa, mencionando a divisão entre os católicos clandestinos (aqueles que são perseguidos pelo Governo chinês, porque são publicamente leais ao Papa e não reconhecem o papel desempenhado pela Associação Patriótica Católica Chinesa) e os católicos oficiais (aqueles que frequentam as igrejas controladas pela Associação Patriótica), afirmou várias vezes que estes dois grupos de católicos são, no fundo, membros da única Igreja Católica, mas que não se puderam unir por razões e circunstâncias externas (a interferência dos organismos estatais, a ausência de relações diplomáticas entre a Santa Sé e a República Popular da China, etc.). O Papa exortou ainda que estes dois grupos, mesmo que não possam unir-se estruturalmente, devem procurar mutuamente o perdão e a "reconciliação espiritual", para preparar o caminho para uma futura união visível. Resumindo, Bento XVI declarou que os católicos que participam nas atividades organizadas pela Associação Patriótica não são cismáticos e que os sacramentos administrados nestas igrejas oficiais são válidos. É de notar que a Igreja oficial não é sinónimo de Associação Patriótica, que é só um organismo estatal que limita a liberdade religiosa da Igreja Católica.

### Década de 2010

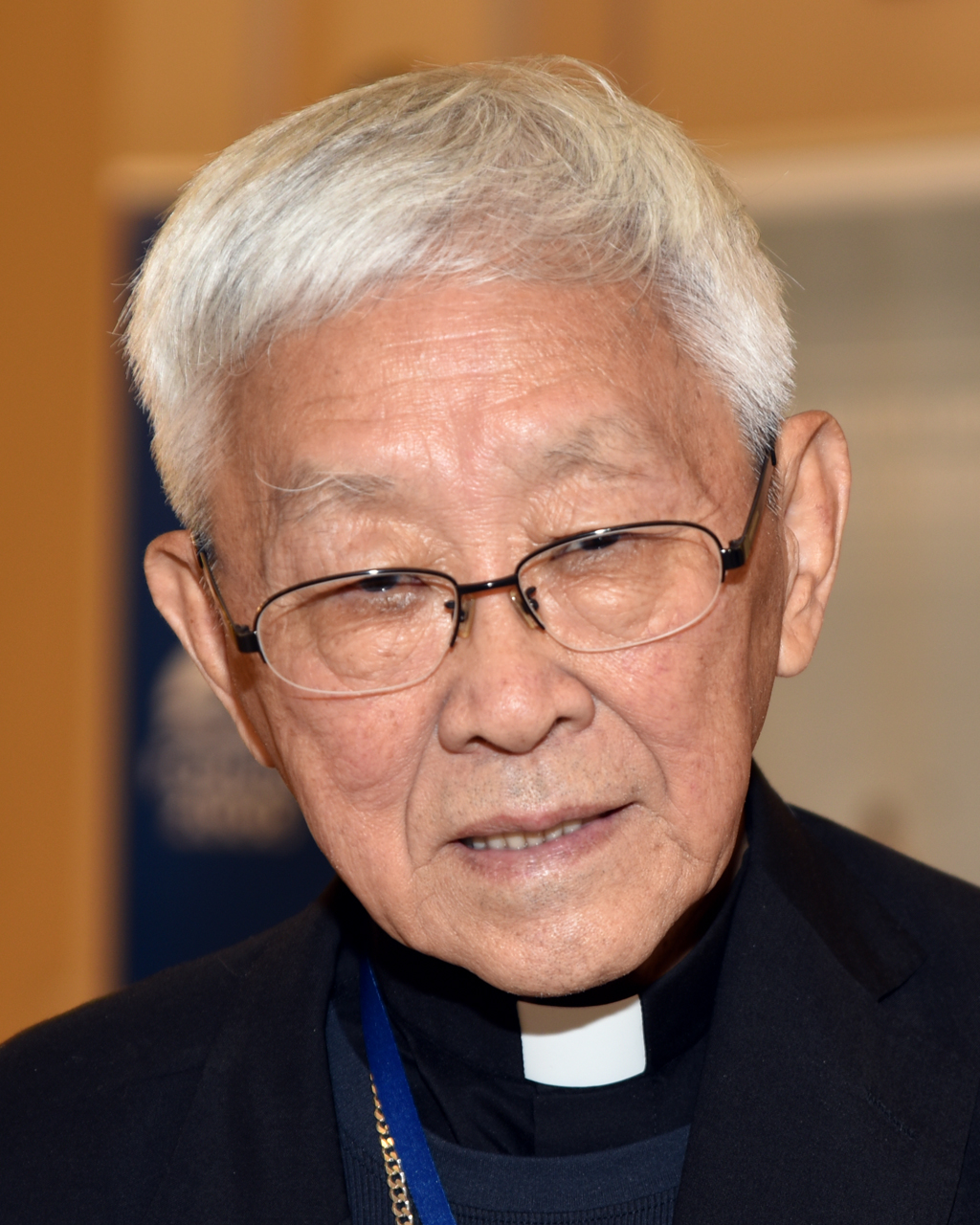
Cardeal de Hong Kong Joseph Zen Ze-kiun, crítico do acordo entre a Santa Sé e o governo chinês para a nomeação de bispos.

Em abril de 2016, o presidente, Xi Jinping, afirmou em um encontro do Partido Comunista que "os grupos religiosos […] devem aderir à liderança do Partido Comunista". Enquanto isso, o diretor da Administração Estatal dos Assuntos Religiosos, falou sobre a sinicização do Cristianismo que "a teologia cristã chinesa deve ser compatível com o caminho do socialismo do país".
Em setembro de 2018, o Vaticano e o governo chinês chegaram a um acordo temporário sobre a nomeação de bispos, que seria válido pelo período de dois anos. O entendimento consiste no direito do governo comunista recomendar os candidatos ao cargo, e a escolha de qual deles é feita pelo Vaticano. O acordo foi renovado em setembro de 2020 e em outubro de 2022. Contudo, no dia 24 de novembro de 2022, ele foi violado pelo Governo chinês, que nomeou um bispo sem consulta prévia nem aprovação do Vaticano. O conteúdo do documento não foi publicado, mas tem como objetivo unificar os católicos chineses e dar ao Papa a palavra final sobre a nomeação dos bispos. Contudo, houve críticas no clero chinês, como do cardeal de Hong Kong, Joseph Zen Ze-kiun, que disse: "Qual é a mensagem que esse comunicado transmite aos fiéis na China? ‘Acreditem em nós! Aceitem esse acordo!'", e acrescentou que o texto é equivalente ao governo chinês dizer aos católicos "nos obedeçam, estamos de acordo com o seu papa". "Se acredito que o Vaticano está vendendo a comunidade católica na China? Definitivamente sim", escreveu em seu perfil do Facebook. A mídia vê as ações "maleáveis" do Vaticano como uma tentativa de ganhar a confiança do governo chinês e restabelecer as relações diplomáticas no futuro.
Os primeiros bispos foram ordenados cerca de um ano após o acordo entre Santa Sé e China, em agosto de 2019.
Em 1º de fevereiro de 2018, entrou em vigor um novo Regulamento dos Assuntos Religiosos, que trouxe as leis mais restritivas sobre a prática religiosa em treze anos. O Departamento de Estado dos Estados Unidos também afirma que continuam ocorrendo prisões de líderes e membros de comunidades religiosas por parte das autoridades do governo. O governo comunista instalou cerca de 540 milhões de câmaras de vigilância com reconhecimento facial em todo o território chinês, a fim de monitorar atividades suspeitas, incluindo as religiosas. Em 2021, a Comissão Americana da Liberdade Religiosa Internacional divulgou que vem ocorrendo a deterioração das condições de liberdade religiosa no país. Desde 1º de março de 2022, a evangelização online também ficou comprometida, porque organizações religiosas foram proibidas de veicular seu conteúdo na rede sem autorização, incluindo mensagens de texto, imagem, vídeo e áudio. Além do mais, os conteúdos religiosos não podem "induzir menores de idade a acreditar na religião". Transmissões ao vivo deixaram de acontecer e vídeos já postados também foram removidos. Em julho desse mesmo ano entrou em vigor a legislação que passou ao Departamento de Trabalho da Frente Unida e ao Ministério das Finanças o controle das finanças e de doação dos locais de culto, incluindo as igrejas. A verba deve ser destinado a projetos de sinização das religiões. Ainda em 2018, o governo ordenou a retirada de vários itens da fachada de uma igreja: as imagens de São Pedro e São Paulo, a cruz, e até mesmo as duas torres de sinos, e as duas cúpulas, por serem "demasiado vistosas".

### Década de 2020

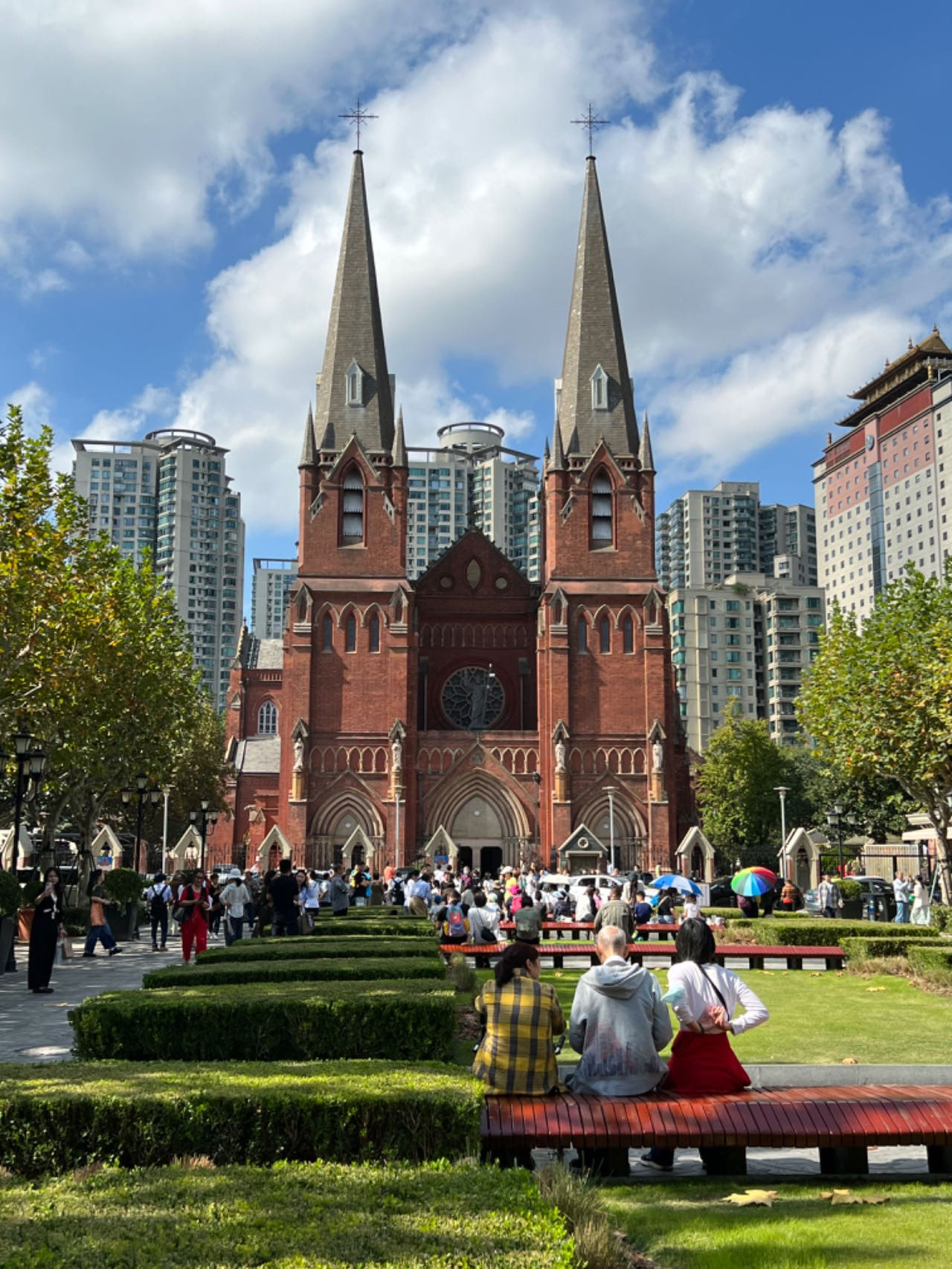
Catedral de Santo Inácio, em Xangai.

Em 2020, a celebração do Natal foi proibida na China, sendo aceitável apenas a participação nas celebrações em igrejas aprovadas pelo governo ou em casa. Em 2021, no mês de fevereiro, autoridades locais de Gulja, na província de Xinjiang, destruíram a igreja do Sagrado Coração, mesmo que ela possuísse todas as licenças exigidas pela Administração para os Assuntos Religiosos. Em maio, a polícia da prefeitura de Xinxiang deteve sete padres e um número não especificado de seminaristas, e. no dia seguinte, o bispo Joseph Zhang Weizhu, de 63 anos, por "violarem os novos regulamentos" do país sobre assuntos religiosos. Desde então estão presos, e não há informações sobre seu estado atual. No ano seguinte, em 11 de maio, o cardeal e bispo emérito de Hong Kong, Dom Joseph Zen Ze-kiun, de 90 anos, foi preso pela polícia de Hong Kong, acusado de "conluio com forças estrangeiras". Ele foi posteriormente libertado sob fiança, e seu julgamento começou em setembro. Em novembro foi condenado a pagar uma multa de 500 dólares. Em julho do mesmo ano, o arcebispo Javier Herrera Corona, representante não oficial do Vaticano em Hong Kong, alertou às cerca de 50 missões católicas da cidade de que viria uma repressão do Partido Comunista. Ele afirmou que a "mudança está chegando, e é melhor estar preparado". Ele também acrescentou: "Hong Kong não é o grande bastião católico que era". De fato, instituições como a Ajuda à Igreja que Sofre, afirmam que as liberdades básicas de cidadãos de Hong Kong já foram desmanteladas, e que houve aumento do controle exercido sobre as igrejas e sobre as instituições geridas por elas.
Em 2022, foi noticiado pela Asia News que a Igreja Católica "oficial", do governo, está convidando as pessoas a "ouvir a palavra do Partido, sentir a graça do Partido e seguir o Partido", em vez de "ouvir o Senhor, sentir a Sua graça e segui-Lo". No dia 29 de junho, Solenidade de São Pedro e São Paulo, a Igreja oficial foi obrigada a celebrar o aniversário de fundação do Partido Comunista na Catedral do Sagrado Coração de Jesus em Leshan, Sichuan.
No dia 24 de maio de 2023, Dia Mundial de Orações pela Igreja Católica na China, o Papa Francisco pediu liberdade para os católicos professarem sua fé na China. A data foi pensada para coincidir com o dia de Nossa Senhora, Auxílio dos Cristãos. Nesse mês, o governo chinês quebrou o acordo com a Santa Sé, ao nomear Joseph Shen Bin a arcebispo de Xangai de forma unilateral, e o Papa Francisco foi obrigado a aceitar a imposição, tentando evitar mais problemas. O Vaticano afirmou que a Igreja Católica não representa nenhuma ameaça à soberania de Pequim e admitiu que os missionários cometeram erros no passado no seu zelo para converter os fiéis chineses.  Em 13 de setembro daquele mesmo ano, o padre Joseph Yang Xiaoming, da Diocese de Wenzhou, aos 33 anos de idade, foi condenado por "fraude" e por "se passar por clérigo", após se recusar a se tornar membro da Associação Patriótica Católica Chinesa. Ele foi multado, teve seus bens confiscados e foi proibido de exercer seu sacerdócio.

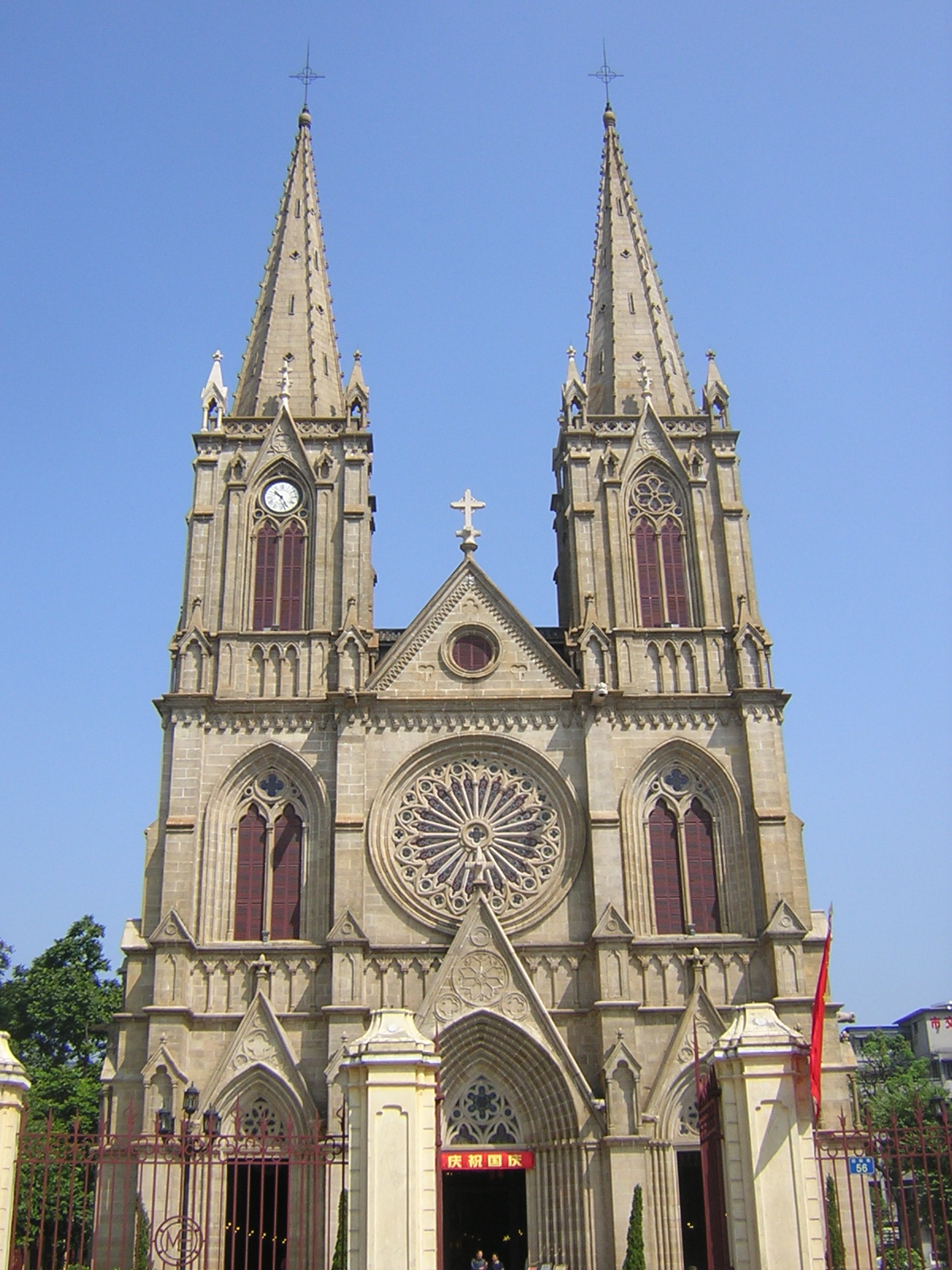
Catedral do Sagrado Coração, em Guangzhou.

Em 25 de janeiro de 2024, o padre Thaddeus Wang Yuesheng, de 58 anos, foi consagrado bispo de Zhengzhou, encerrando uma vacância de 70 anos na diocese. Na missa de ordenação, havia mais de 300 membros do clero chinês. A Diocese de Zhengzhou foi criada em 11 de abril de 1946, mas passou a ter dificuldades após a tomada do poder pelos comunistas, que expulsaram sacerdotes estrangeiros, incluindo o bispo Faustino Tissot, em 1953, e, desde então, a diocese permaneceu vacante. Mesmo com a perseguição comunista, o catolicismo floresce no território chinês, apenas no dia 30 de março de 2024, Sábado Santo, apenas nas vigílias pascais da Diocese de Xangai, foram realizados 470 batismos, 349 primeiras comunhões e crismas; na Diocese de Ningbo foram 30 crismas na dedicação da nova paróquia de São Francisco Xavier; além disso, foram celebrados 142 batismos catedral de Pequim, 100 na igreja da Imaculada Conceição e 25 na igreja de Nossa Senhora do Carmo. Já em junho de 2024, faleceu na província de Jiangxi o padre Jacobo Huang Guirong, aos 91 anos, após 45 anos de espera para ser ordenado. Ele estudava no seminário de Kunming até 1949, quando os comunistas fecharam o local. Ele ficou preso por mais de 10 anos pelo regime comunista, e só foi ordenado em 1995. No mês seguinte, o governo chinês baniu o maior aplicativo católico do mundo, o Hallow — que tem devocionais e orações católicas —, enquanto as autoridades afirmavam que o app havia sido retirado das appstores devido a conteúdo ilegal. Apesar da proibição, o criador da plataforma, Alex Jones, afirmou que seus colaboradores continuarão a servir os católicos chineses pelo site, aplicativo web, redes sociais e orações. Nos últimos meses, desde 2024, vem circulando relatórios e imagens mostrando que o governo comunista chinês vem retirando cruzes de igrejas e trocando imagens de Jesus e da Virgem Maria por fotos de Xi Jinping, além de censurarem textos religiosos, forçarem padres a pregar a ideologia do partido e ordenarem a exibição de slogans do partido dentro das igrejas. "Autoridades continuam a fazer desaparecer líderes religiosos católicos clandestinos que rejeitam a igreja católica controlada pelo Estado, como o bispo Peter Shao Zhumin e o bispo Augustine Cui Tai. O governo também se recusa a revelar o paradeiro de líderes católicos que estão desaparecidos há décadas, como o bispo James Su Zhimin".
Em 22 de outubro de 2024, o acordo entre China e Santa Sé foi renovado novamente para mais quatro anos. O teólogo e antropólogo Michel Chambon, pesquisador da Universidade Nacional de Singapura, disse à agência AFP: "Estes quatro anos mostram que há confiança mútua. Não é apenas uma extensão, mas um acordo de nova geração. Mostra que está funcionando o suficiente, a confiança está aumentando e estamos avançando". O acordo, firmado em 2018, havia sido prorrogado para dois anos por duas vezes: em 2020 e em 2022. Por isso o pesquisador vê com olhar positivo a renovação para quatro anos. O governo chinês também saudou a melhora das relações entre ambos os lados. O porta-voz do Ministério das Relações Exteriores, Lin Jian, afirmou em uma coletiva de imprensa que "tanto a China como o Vaticano avaliaram positivamente os resultados da implementação deste acordo". Um mês antes da renovação do acordo, o Papa Francisco havia elogiado a "capacidade de diálogo" da China, e afirmou que é "um grande país" e "uma promessa para a Igreja".

## Organização territorial

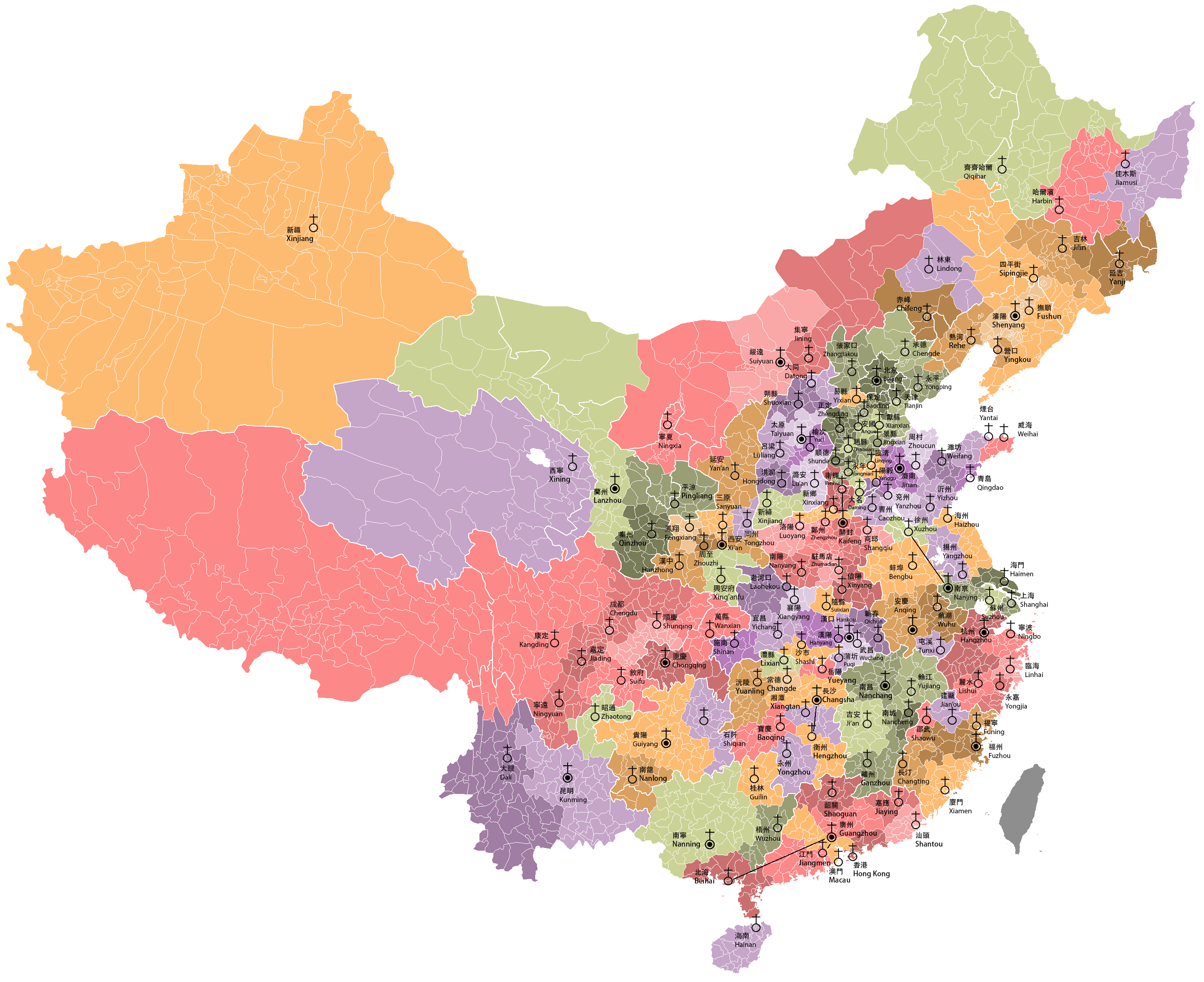
Mapa das circunscrições eclesiásticas católicas chinesas.

Devido a seu vasto território e população, a China conta com mais de 100 circunscrições católicas, sendo 20 arquidioceses, 95 dioceses, 29 prefeituras apostólicas, e uma administração apostólica.

## Conferência episcopal
A Conferência Episcopal Católica Chinesa não é um órgão tipicamente como conferências episcopais em outros países, mas sim uma entidade criada sob os caprichos do governo comunista.

## Nunciatura Apostólica
A China rompeu relações diplomáticas oficiais com a Santa Sé após a chegada do Partido Comunista Chinês em 1951, com a excomunhão de dois bispos apontados pelo governo pelo Papa Pio XII. Na época, a Santa Sé se viu obrigada a transferir sua nunciatura apostólica de Pequim para Taipé, em Taiwan. Ainda que essas relações não tenham sido restabelecidas, o Vaticano tenta buscar acordos para se reaproximar e reassumir o controle de suas igrejas; o governo comunista chinês, entretanto, tem dificultado isso e rompido acordos assinados pelas duas partes. A China também vem chantageando as autoridades católicas a romper suas relações com Taiwan, em troca de se restabelecer as relações com o governo da China continental.

## Títulos marianos

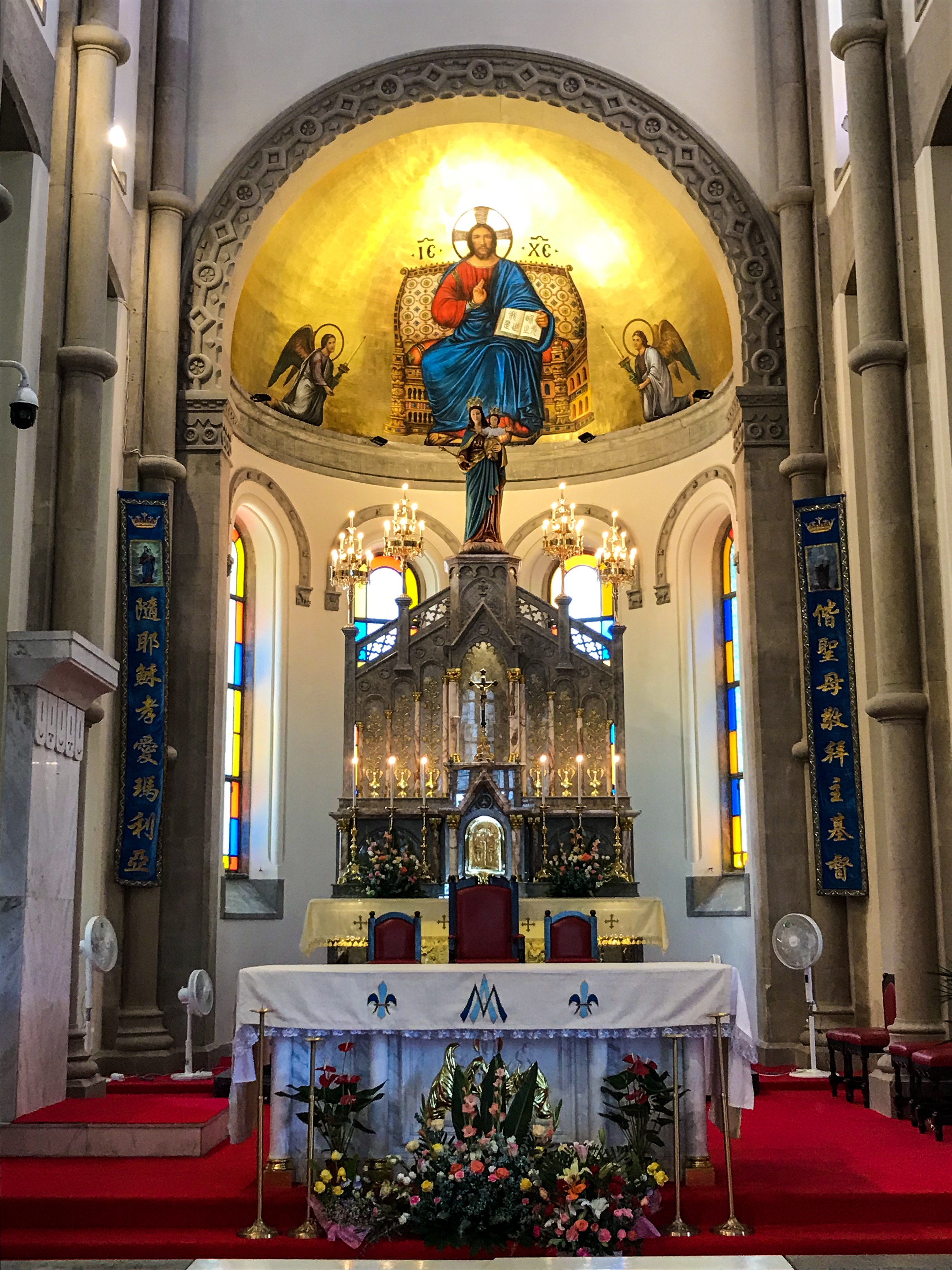
Altar da Basílica de Sheshan, localizada em Xangai.

Há ao menos dois títulos marianos relacionados à China:
- Nossa Senhora de Donglü ou Nossa Senhora da China: alega-se que a Virgem Maria apareceu em 1900 na vila de Donglü durante o Levante dos Boxers, movimento nacionalista contra a presença de estrangeiros na China. Nossa Senhora teria aparecido para proteger os habitantes locais, que eram em sua maioria católicos — religião que até então era vista como influência estrangeira em território chinês. A aprovação das aparições foi dada pelo Vaticano em 1928.[75][76]

- Nossa Senhora de Sheshan: título venerado especialmente na Basílica de Sheshan, em Xangai. A história da invocação de Sheshan se iniciou em 1863, quando os primeiros missionários jesuítas se estabeleceram na colina de mesmo nome. Durante o massacre de Tientsin, em 1870, organizado contra os missionários e os cristãos chineses convertidos, o superior dos jesuítas de Xangai foi à capela construída em Sheshan para rezar a Nossa Senhora e prometeu que, se eles se salvassem dos ataques, construiriam uma basílica em agradecimento à Virgem. Milagrosamente, a região foi poupada ao massacre.[77]

Alegadas aparições marianas podem ter voltado a ocorrer em 1995, em Donglü, mesmo local das aparições de Nossa Senhora da China. O dito vidente afirma ter visto "o sol a girar como um parafuso" e Nossa Senhora aparecer no céu da aldeia. Não há aprovação do Vaticano para essas aparições de 1995.

## Santos
A Igreja Católica chinesa tem um total de 125 santos e oito beatos. Esse número não conta somente os nascidos no território do país, mas sim todos aqueles considerados importantes para a história chinesa, ainda que estrangeiros. Em 1º de outubro de 2000, o Papa São João Paulo II canonizou 120 pessoas — homens, mulheres e crianças — que morreram entre 1648 e 1930, em defesa da fé na China.
{{Citação2|Homens e mulheres de todas as idades e condições, sacerdotes, religiosos e leigos, que selaram a própria indefectível fidelidade a Cristo e à Igreja com o dom da vida. Isto aconteceu ao longo de vários séculos e em complexas e difíceis épocas da história da China.|Homilia do Papa São João Paulo II na canonização dos mártires chineses